# Communium rerum

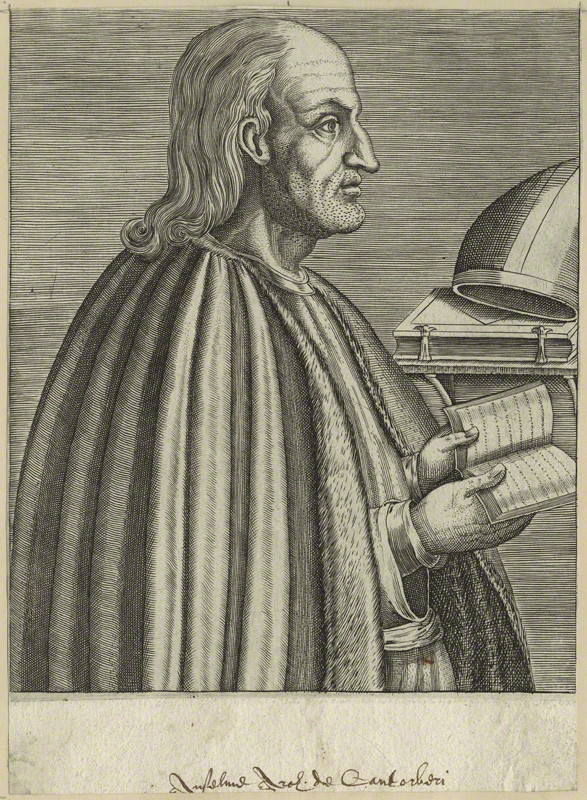
Grabado de San Anselmo de finales del, incluido en un escrito de la secretaría en el

Communium rerum (en español, De las circunstancias actuales) es una encíclica de Pío X, fechada el 21 de abril de 1909, en que agradece las muestras de afecto y devoción con motivo de su jubileo sacerdotal, y conmemora el octavo centenario de San Anselmo de Aosta (1033-1109), también conocido como de Canterbury. En la encíclica el papa, apoyándose en el ejemplo de San Anselmo, exhorta a los obispos a predicar la grandeza de la fe y a defender los derechos de Dios y de la Iglesia.

## Contexto histórico
El 18 de septiembre de 1859, en Catelfranco Véneto, recibió la ordenación sacerdotal Giusepp Melchiorre Sarto, el futuro papa Pío X, por tanto el año en que se publica esta encíclica el papa celebraba su jubileo sacerdotal, es decir, el 50 aniversario de su ordenación.
Pero la encíclica está datada varios meses antes de ese jubileo pues el papa quiere hacerla coincidir con el octavo centenario de la muerte de San Anselmo de Canterbury, Anselmo nacido en Aosta el año 1033, ingresó en el monasterio benedictino de Bec en 1034, del que fue prior entre 1063 a 1078, en que fue consagrado abad de ese monasterio, en  1093 arzobispo de Canterbury, sede que ocupó hasta su muerte (1109), aunque debió padecer varios exilios que le apartaron de Inglaterra. Reconocido como santo desde 1163, fue nombrado Doctor de la Iglesia por Clemente VII, en 1721. 
A pesar de la importancia de sus deberes como administrador y guía, y la puntualidad con la que los cumplió, Anselmo permaneció durante toda la vida siendo sobre todo un intelectual. «Su posición por la libertad de la Iglesia en una crisis de la historia medieval tuvo efectos de largo alcance mucho después de su propio tiempo. Como escritor y pensador, puede reclamar un rango aún más alto, y su influencia en el curso de la filosofía y la teología católica fue aún más profunda y [...] puede reclamar un lugar al lado de Atanasio, Agustín y Tomás de Aquino.»

## Contenido de la encíclica[6]
La encíclica, como es habitual en la mayoría de las escrita por Pío X, incluye en su incipit, "a los patriarcas, primados, arzobispos, obispos, y otros ordinarios locales" y se inicia con las siguientes palabras:  

Communium rerum inter ásperas vices additasque nuper domesticas calamitates, quibus animus Noster dolore premitur, plane recreat ac reiicit christiani populi universi recens conspiratio pietatis, quae adhuc esse non desinit spectaculum mundo et angelis et hominibus, a praesenti facie maiorum forte excitata promptius, sed ab una denique causa, profecta, Iesu Christi Domini Nostri caritate
En medio la dureza de los tiempos y las recientes calamidades que oprimen de dolor Nuestro corazón, Nos alegra y anima la piedad unánime de todo el pueblo cristiano que no ha dejado de ser un espectáculo para el mundo, los ángeles y los hombres(1 Co IV,9), Esta piedad, movida quizá con más ardor a la vista de los presentes infortunios, proviene sin embargo, como única causa, de la caridad de Nuestro Señor Jesucristo.
Encíclica Communium rerum

### Jubileo sacerdotal del papa y otras celebraciones
El papa continúa manifestando su agradecimiento por las manifestaciones de devoción y cariño que le han llegado con motivo de su próximo jubileo sacerdotal, y la alegría que le ha supuesto las celebraciones que se han tenido en todo el mundo, pues comprueba en ellas una demostración pública del honor debido a Cristo y a la Iglesia. 
Recuerda también las celebraciones que se han tenido en varias diócesis de América del norte en el centenario de su erección y los homenajes a Cristo en el congreso eucarístico celebrado en Inglaterra y a la Madre Dios en el quincuagésimo aniversario del Santuario de Lourdes. Desea el papa que esos homenajes se refieren en último término a la gloria de Dios, para que Cristo sea todo y esté en todas las cosas.

«Este grado de unión con la Sede Apostólica no existió ciertamente en todas las épocas ni en todas las clases de hombres, en la misma proporción ni con las mismas manifestaciones exteriores. No obstante, puede afirmarse con toda verdad, que por disposición especial de la divina Providencia, tanto más estrecha esta unión, cuanto más adversos, como ocurre en nuestros días, fueron los tiempos, ya para sana doctrina o la disciplina sagrada o bien para la libertad de la Iglesia.»
Encíclica Communium rerum ((AAS vol 1, p. 337)

### Octavo centenario de San Anselmo
El papa recuerda que otras épocas difíciles dieron ejemplo los santos, y esto le llava a recordar el ejemplo de San Anselmo de Aosta, de quien en el día en que se fecha la encíclica se celebra el octavo centenario de su muerte, pues este santo y doctor de la Iglesia fue un acérrimo defensor de su doctrina y sus  derechos, primero como monje y Abad en las Galias, después como arzobispo de Canterbury y Primado de Inglaterra.
La encíclica recoge varios testimonios de sus contemporáneos que, en medio de las tinieblas de errores y vicios en que vivió, lo reconocen como una lumbrera de santidad y de sabiduría: "fue de hecho una de las principales columnas de la fe, honra y prez de la Iglesia... una gloria del episcopado, un hombre que supero a los mejores de su tiempo", "Sabio y bondadoso, orador brillante y de agudo ingenio",  "nadie en el mundo habría podido decir: Anselmo es inferior o semejante mí"; fue querido, "por sus mismos enemigos". Gregorio VII le escribió, cuando aun era Abad, una carta en la que "encomendaba a si mismo y a la Iglesia Católica a sus oraciones"; Urbano II  reconocía su "superioridad en la piedad y en la ciencia"; y Pascual II reconocía asimismo "la autoridad de su vida santa y de su ciencia".

«Sin embargo, Anselmo se tenía a si mismo por un hombrecillo despreciable, desconocido, de escasa cultura y de vida pecadora. Pero aunque sintiese tan bajamente de sí, ello no disminuía en nada la altura de sus pensamientos [...]. Pero lo más admirable es que su magnanimidad y su victoriosa constancia, aunque fueron probadas con tantas adversidades, persecuciones y destierros, estuvo siempre unida a una mansedumbre y amabilidad tales, que lograban apaciguar la de sus mismos adversarios y ganarse su voluntad.»
Enc. Communium rerum (AAS vol 1, p. 340)

A pesar de su gusto por el estudio y la vida religiosa, su amor a la sana doctrina y a la santidad de la Iglesia, no dejó de luchar contra la injusticia de lo poderosos que intentaba tiranizar a la iglesia y a los pueblos; contra los ministros de la iglesia indignos de los oficios sagrados; contra la ignorancia y los vicios de los grandes y del pueblo.

### Actualidad del ejemplo de San Anselmo
El papa exhorta a los obispos, a quienes dirige la encíclica, a fijarse en el ejemplo de doctrina y de santidad de San Anselmo; comprendiendo que los abundantes frutos que su vida produjo para la Iglesia y la sociedad se debieron a su íntima unión con Cristo y con la Iglesia. Esta consideración moverá poner todo el empeño en que todas las cosas sean restauradas en Cristo y para Cristo. La encíclica recuerda las adversidades con que se encuentra la Iglesia; tanto las que proceden desde fuera, como la que tiene su origen en el interior de la misma Iglesia. 

#### Los ataques a la Iglesia desde el estado
Por una parte no son pocos las naciones, incluyendo aquellas que han recibido de la Iglesia las primeras luces de la civilización, en las que se pretende  

«Privar a la Iglesia de derechos, tratarla como si no fuese, por su naturaleza y por derecho propio, una sociedad perfecta, tal como fue instituida por el mismo Cristo, reparador de nuestra naturaleza; se quiere destruir su reinado, que si bien se refiere en primer término y directamente a las almas, no obstante, favorece tanto a su salvación eterna como a la estabilidad del progreso civil; se quiere a viva fuerza que en lugar del reinado de Dios, domine, bajo el falso nombre de libertad, la más desenfrenada licencia.»
Encíclica Communium rerum (AAS vol 1, p. 340)

Se expulsa a las órdenes religiosas; se persigue a las instituciones de beneficencia; se procura apartar a la Iglesia de la educación de la juventud; y, en definitiva, se intenta anular todas las obras católicas de utilidad pública. Los que llevan a cabo esta guerra contra la religión, afirman que les mueve el amor a la patria y el  el deseo de libertad, civilización y progreso, pero en realidad lo que les mueve es un "odio insaciable contra Dios y contra el género humano". De este modo tratan de engañar a los ingenuos, y afirman -tras privarla de toda libertad- que en nada colabora la Iglesia en el bienestar de la sociedad.

#### El ataque solapado del modernismo
El papa denuncia el que se realiza desde el interior de la Iglesia, por parte de hijos desnaturalizados que se dirige contra el alma de la iglesia tratando de enturbiar los manantiales de la piedad y la vida cristiana, disipar el depósito de la fe y conmover los fundamentos de la propia Iglesia despreciando la autoridad pontifica y episcopal. Esta actitud tomó el nombre de modernismo, debido a su afán de novedad; y aunque ha sido denunciada repetidas veces, se mantiene como un peligro para la fe, fomentado por el espíritu de incredulidad y rebelión contra Dios.

#### También San Anselmo tuvo que hacer frente peligros semejanta a estos
No era fácil la situación en los países donde San Anselmo desarrollo su tarea pastoral; las provincias de las Galias habían caído hacía poco en poder de los normandos y hacía poco que la fe había llegado a las islas británicas. Ambas naciones habían padecido durante tiempo la crueldad de la guerra; y esto había dado lugar a la relajación en los gobernantes, en el clero y en el pueblo. Anselmo una y otra vez denuncia estos casos, y reclama con insistencia la obediencia debida al papa. Con frecuencia los gobernantes despreciaron esas peticiones y tuvo que sufrir en su persona la enemiga de los poderosos.

Pero las mismas persecuciones, los destierros, las expoliaciones, las fatigas sobrellevadas, principalmente en el desempeño del oficio pastoral, no solo no debilitaron el vigor de su virtud, sino que lo unieron cada vez más estrechamente a la Iglesia y a la Sede Apostólica. En medio de las pruebas mas angustiosas escribía de este modo a Nuestro Predecesor Pascual: "No temo el destierro, ni la pobreza, ni los tormentos, ni la muerte, porque con la ayuda de Dios, esta mi corazón preparado a sobrellevar todo esto, por la obediencia a la Sede Apostólica y por la libertad de mi Madre, la Iglesia de Cristo"
Encíclica Communium rerum (AAS vol 1, p. 355)

### Hay que predicar la grandeza de la fe
Las circunstancias actuales, y el ejemplo de San Anselmo, muestran que hay que predicar la grandeza de la fe a todos: al pueblo, a los afligidos, a los poderosos, a los ricos y a los gobernantes. Cuando los que tienen en sus manos el destino de las naciones, tratan de excluir a Dios y rebelarse contra la iglesia, no se puede callar; callar o contemporizar supondría hacerse cómplices de sus culpas. 
El papa recoge en la encíclica las exhortaciones que San Anselmo dirigió  al rey de Flandes, a Balduino rey de Jerusalén, a la reina Matilde de Inglaterra, y  resalta el modo respetuoso pero claro y fuerte con el que se dirige a ellos; y recuerda cómo explicaba los motivos de esas advertencias: 

Cuando oigo alguna cosa de vosotros que no agrada a Dios ni os es provechosa, si me descuido en avisaros, ni temo a Dios, ni os amo como debo.
Encíclica Communium rerum (AAS vol 1, p. 360)

La historia muestra que es propio de la Iglesia vivir entre luchas, dificultades y aflicciones; están equivocados los que esperan que la iglesia alcance un estado permanente de tranquilidad, con un reconocimiento práctico de su poder, sin contradicción alguna. Pero aún más se equivocan los que piensan que conseguirán esa paz disimulando los derechos e intereses de la iglesia, y complaciendo al mundo, con si fuera posible una armonía entre la luz de Cristo y las tinieblas del Demonio. La caridad con los que están en el error y han combatido a la Iglesia no supone condescender más allá de lo que sea justo: se puede ceder en el propio derecho, pero siempre que eso no suponga faltar al cumplimiento del deber, "ni violar en lo más mínimo los inmutables y eternos principios de la verdad y la justicia"

### Unión con la Sede Apostólica
La unión con el papa fue siempre una premisa en la vida de San Anselmo, y especialmente en su defensa de la fe y de la Iglesia; así se lo manifestó al papa Pascual en diversas ocasiones, como lo hizo con estas palabras:

Con cuánto gusto se adhiere mi espíritu, según mis fuerzas, a la reverencia y obediencia a la Sede Apostólica, lo demuestran las muchas y graves tribulaciones, conocidas únicamente por Dios y por mí mismo... Espero que en esto  no mereceré ser reprendido por Dios. Por lo cual, en cuanto me fuere posible, quiero someter todos mis actos a la disposición de esta misma autoridad, para que los dirija, y si fuere necesario, los enmiende.
Encíclica Communium rerum (AAS vol 1, p. 370)

Tomando ocasión de esa actitud de San Anselmo, el papa hace notar el modo en que con el correr del tiempo se ha estrechando cada vez más unión de los obispos y los fieles con el Pontífice Romano, como una reacción ante los ataques a la Iglesia; ve en esos hechos la mano de Dios, Todo esto debe llevar a esforzarse con todo empeño por custodiar esta unión, y no solo ante los asaltos exteriores, sino también ante los peligros interiores que ya ha señalado.

### Actitud ante la ciencia y el saber
Tomando pie en el modo en que San Anselmo desarrollo los estudios de filosofía y teología, el papa recuerda que los progresos en las ciencias positivas y en la prosperidad material son buenos por su propia naturaleza; pero han de tomarse en su justo medio, ni confiando en sus conclusiones cuando contradicen la fe, ni considerar que esos errores justifican "excluir toda filosofía e incluso toda discusión o estudio razonado sobre la doctrina sagrada".
Tras examinar el modo en que San Anselmo se ocupó de estos estudios, y como han sido completados y ampliados por San Buenaventura y, especialmente por Santo Tomás, el papa explica que 

Gustosamente hemos hecho mención de este mérito de Anselmo, Venerables Hermanos, porque nos dieron la ocasión que deseábamos de exhortaros a que procuréis conducir nuevamente a la juventud, sobre todo del clero, a las salubérrimas fuentes de la sabiduría cristiana, abiertas primero por el doctor de Aosta, y enriquecidas luego sobremanera por Santo Tomás de Aquino. Sobre lo cual deseamos que no se echen en olvido las instrucciones de Nuestro Predecesor León XIII, de feliz memoria, Encíclica Aeterni Patris, del 4 de agosto de 1879, y las Nuestras, sobre las cuales hemos insistido tantas veces, y principalmente en la ya mencionada Encíclica Pascendi dominici gregis
Encíclica Communium rerum AAS vol 1, pp. 383-384)

Concluye el papa su encíclica con una exhortación final en que pide a los obispos que, ante los que se obstina en esparcir la disensión y el error, pongan el mayor cuidado en vigilar y alejar de la grey, y espacialmente de la juventud, estos peligros.